# 1,4-Benzoquinone
Pour les articles homonymes, voir Benzoquinone.
La 1,4-benzoquinone ou cyclohexa-2,5-diène-1,4-dione est une cétone de formule brute C6H4O2. C'est un des deux isomères de la quinone, l'autre étant la 1,2-benzoquinone. Ce composé non aromatique est le dérivé oxydé de l'hydroquinone (benzène-1,4-diol). Cette molécule présente les propriétés d'une cétone et d'un alcène.

## Utilisation
Cette molécule est utilisée en synthèse organique comme accepteur de proton et comme agent oxydant. Elle peut aussi être utilisée comme diénophile dans les réactions de Diels-Alder.
Est utilisé comme intermédiaire pour la synthèse des substances suivantes :
- 1,4-Naphtoquinone, obtenue par oxydation du naphtalène en présence de trioxyde de chrome[13].
- 2,3-Dichloro-5,6-dicyano-1,4-benzoquinone (ou DDQ), un agent oxydant et déshydrogénant
- Ubiquinone-1
- Chloro-p-benzoquinone[14]
- Chloranile, 1,4-C6Cl4O2, un puissant oxydant et déshydrogénant

## Production et synthèse